# Oporinia faenaria
Oporinia faenaria là một loài bướm đêm trong họ Geometridae.